# Kingston (Wisconsin)
Kingston é uma vila localizada no estado norte-americano de Wisconsin, no Condado de Green Lake.

## Demografia
Segundo o censo norte-americano de 2000, a sua população era de 288 habitantes.
Em 2006, foi estimada uma população de 292, um aumento de 4 (1.4%).

## Geografia
De acordo com o United States Census Bureau tem uma área de
3,9 km², dos quais 3,5 km² cobertos por terra e 0,4 km² cobertos por água.

## Localidades na vizinhança
O diagrama seguinte representa as localidades num raio de 20 km ao redor de Kingston.